# Zgromadzenie Narodowe (Gabon)
Zgromadzenie Narodowe (fr. Assemblée Nationale) – izba niższa parlamentu Gabonu, złożona ze 120 członków wybieranych na pięcioletnią kadencję. W wyborach stosuje się ordynację większościową i okręgi wyborcze, którym przypisane jest od 9 do 18 mandatów. 
Głosowanie w wyborach jest obowiązkowe, pod rygorem grzywny. Udział biorą w nim obywatele Gabonu w wieku co najmniej 21 lat, cieszący się pełnią praw publicznych. Dla kandydatów obowiązuje wyższy cenzus wieku, wynoszący 28 lat. 